# Københavnsk
Københavnsk (deutsch: „Kopenhagenisch“) ist ein regionaler Dialekt der dänischen Sprache, der in Kopenhagen, der Hauptstadt Dänemarks, gesprochen wird. Aus der vom Bürgertum gesprochenen Variante der Öresundsdialekte Malmös und Kopenhagens, der als Norm für den Rest des Landes galt, entwickelte sich die dänische Standardsprache. Der Dialekt basiert auf dem seeländischen Dialekt und hat Einflüsse aus der schonischen Sprache.

## Geschichte
Im Gleichzug mit der Expansion Kopenhagens als Handels-, Ausbildungs- und Verwaltungsstadt stieg die Bedeutung von Københavnsk für das ganze Land. Das galt seit der Reformation in erster Linie für die geschriebene Sprache, aber in nicht geringem Maße auch für die Umgangssprache. In neuerer Zeit begannen quasi alle Entwicklungen der dänischen Aussprache in Kopenhagen. Der Kopenhagener Dialekt beeinflusste jedoch nicht auf direktem Weg beispielsweise den entfernten nordwestjütischen Dialekt, sondern verbreitete sich zunächst in den größeren Provinzstädten. Allmählich wirkte es sich dann auf die Sprache in den kleineren Städten und Dörfern aus, indem die sozialen Unterschiede des Kopenhagener Dialekts innerhalb der Ober- und Unterschicht weitergeführt wurden.

### 18. und 19. Jahrhundert
Noch bis ins 18. Jahrhundert glich in Kopenhagen die Umgangssprache der Oberschicht der Sprache der Unterschicht, abgesehen von Unterschieden im Wortschatz. Doch im Laufe des 18. Jahrhunderts vermied die Oberschicht in der Aussprache eine ganze Reihe von Merkmalen, an denen die Unterschicht festhielt: zum Beispiel gajen statt gaden („Straße“), kyd statt kød („Fleisch“), gek statt gik („ging“), skodt statt skudt („schoss“), bøjer statt bøger („Bücher“), kerregård statt kirkegård („Friedhof“), kessebær statt kirsebær („Kirsche“), gore statt gjorde („tat“), ner statt ned („runter“), drone statt drukne („ertrinken“) oder seve statt sæbe („Seife“). Im 19. Jahrhundert benutzten die Schriftsteller Johan Ludvig Heiberg und Jens Christian Hostrup solche Merkmale, um die sozialen Unterschiede zu charakterisieren. So stellte Heiberg 1841 eine Liste mit „Sprachfehlern beim Volk der unteren Klassen“ (Sprogfeil hos Folk af de lavere Classer) auf.
Im Laufe des 19. Jahrhunderts verschärften sich die sozialen Unterschiede in solch einem Umfang, dass sich zwei unterschiedliche Soziolekte entwickelten. Das von der Unterschicht gesprochene lavkøbenhavnsk („Volkskopenhagisch“) war insbesondere bei Arbeitern in Nørrebro und Vesterbro verbreitet. Die Aussprache des in der Oberschicht gesprochenen højkøbenhavnsk („Hochkopenhagisch“) stand hingegen in wechselseitigem Einfluss mit der Schriftsprache, weshalb es nicht als Dialekt angesehen wurde, sondern den Status einer Hochsprache annahm. Eine Reihe von Änderungen in der Aussprache traten zeitversetzt in den oberen und unteren Schichten ein. Das weiche d in Wörtern wie blad („Blatt“), sted („Ort“), ude („draußen“), dass sich zuvor abschwächte und zum j tendierte, stabilisierte sich in der Oberschicht früh zu einem ð. Doch sind es sonst meist die unteren Schichten, die die Lautentwicklung anführten, zum Beispiel die a-Laute im Dänischen: sowohl das Auftreten vom langen „hellen“ a wie in gade („Straße“) oder fag („Fach“) als auch das Auftreten vom kurzen a wie in falde („fallen“) oder kaste („werfen“) sind Merkmale, die aus dieser Schicht stammen, ebenso die Aussprache von Diphthongen, zum Beispiel in mig („mich“), haj („Hai, Gauner“) oder vej („Weg“) und die spätere Entwicklung zu einem neuen dunklen a wie in frem („hervor“) oder græsk („griechisch“).

### 20. Jahrhundert bis heute
Im Laufe des 20. Jahrhunderts näherten sich die beiden Soziolekte wieder an. Doch gibt es nach wie vor klare Unterschiede und die Ausspracheformen vom Københavnsk der Unterschicht werden oft mit Widerwillen von Anhängern der Standardsprache Rigsmål betrachtet, sowohl in als auch außerhalb Kopenhagens. Das gilt für den gerundeten offenen Hinterzungenvokal [ɒ] in Wörtern wie folk („Volk“), komme („kommen“), das [ts] in Wörtern wie Tivoli, tak („Danke“) sowie für Wörter mit r und anschließendem ungerundeten offenen Hinterzungenvokal [rɑ] wie in frem („hervor“) oder dræbt („getötet“). Maret statt meget wird als Merkmal der untersten Schichten aufgefasst.
Als Hauptstadt und größte Stadt des Landes hat Kopenhagen einen sprachlichen Sonderstatus. Zu bestimmten Zeiten, besonders von 1850 bis 1950, wurde die Aussprache am königlichen Theater von vielen als Norm für die Standardsprache aufgefasst und die staatliche Rundfunkanstalt Statsradiofonien (heute Danmarks Radio) legte von Anfang an Wert darauf, dass ihre Sprache entsprechend mustergültig zu sein habe. Später wurden die Normen weniger fest gehandhabt und Radio- und Fernsehsendungen aus anderen Regionen als der Hauptstadtregion ausgestrahlt. Die elektronischen Medien haben demnach nicht die entscheidende Bedeutung für die Ausbreitung von Københavnsk gehabt.

## Gesellschaftliche Stellung
In ländlichen Gegenden wird der dem Standarddänischen nahestehende Kopenhagener Dialekt gelegentlich als eine Folge von Snobismus verstanden und man spricht dort abwertend von københavnerfint, was etwa „feines Kopenhagenisch“ bedeutet. Eine Untersuchung zur Einstellung der Dänen gegenüber ihren Dialekten zeigt jedoch, dass der Soziolekt Højkøbenhavnsk die höchste Popularität genießt. Danach folgen die Dialekte zunächst westlich, dann östlich des Großen Belts und am wenigsten Prestige findet sich bei Lavkøbenhavnsk, das Kopenhagenisch der unteren Klassen. Der Soziolekt Lavkøbenhavnsk wird in dänischen Filmkomödien oft von trickreichen „Schurken“ gesprochen, während die Polizisten mit ihrem jütischen Dialekt als „Bauernlümmel“ dargestellt werden.
Eine andere Untersuchung unterscheidet zwischen konservativem und modernem Københavnsk, wobei hier Københavnsk mit der dänischen Standardsprache gleichgesetzt wird. Danach ist konservatives Københavnsk die traditionelle Standardsprache in der Schule oder am Arbeitsplatz. Ihre Sprecher hinterlassen einen eher seriösen und zuverlässigen Eindruck im Gegensatz zum modernen Københavnsk, bei der man dafür selbständiger und interessanter wirkt und das die Standardsprache in der modernen Medienöffentlichkeit darstellt. Sie enthält viele englische Lehnwörter und wird vor allem von der jungen Bevölkerung bevorzugt.

## Subdialekte
Eigentliche Dialektgrenzen innerhalb Kopenhagens konnten nicht nachgewiesen werden.